# Joseph von Kopf

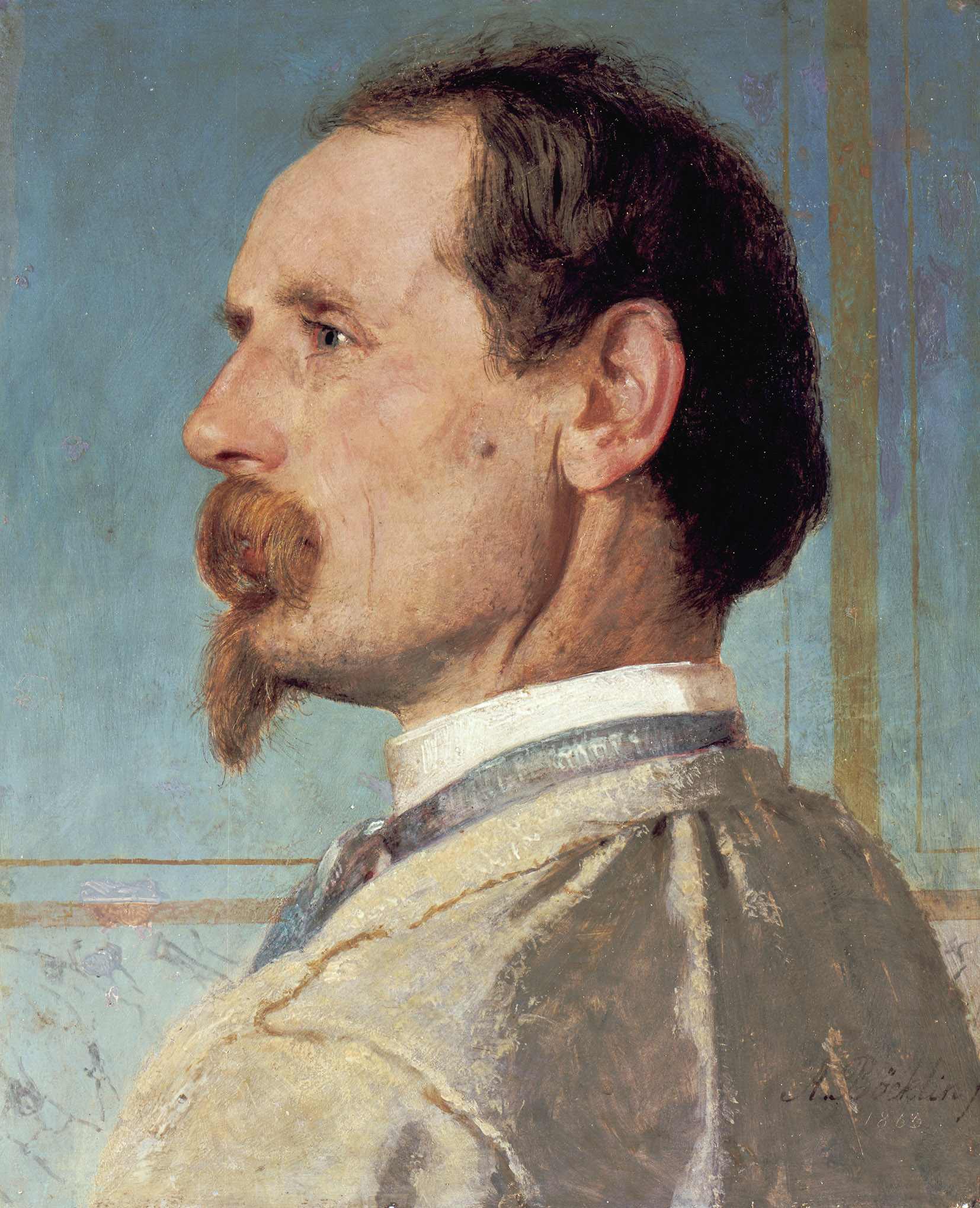
Der Bildhauer Josef von Kopf
von Arnold Böcklin, 1863, Alte Nationalgalerie, Berlin

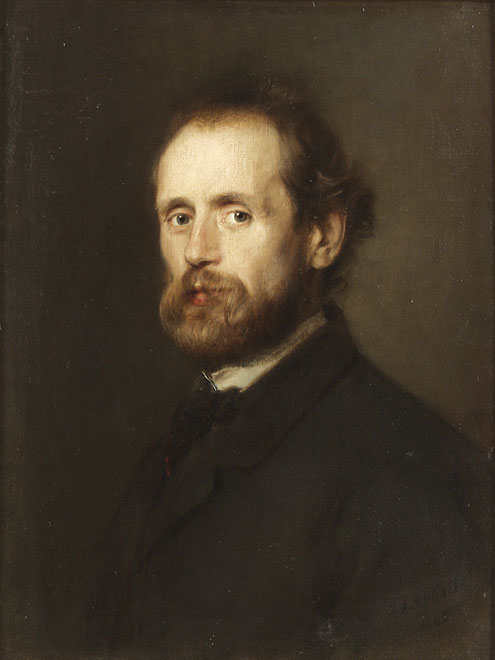
Porträt von Franz von Lenbach, 1865

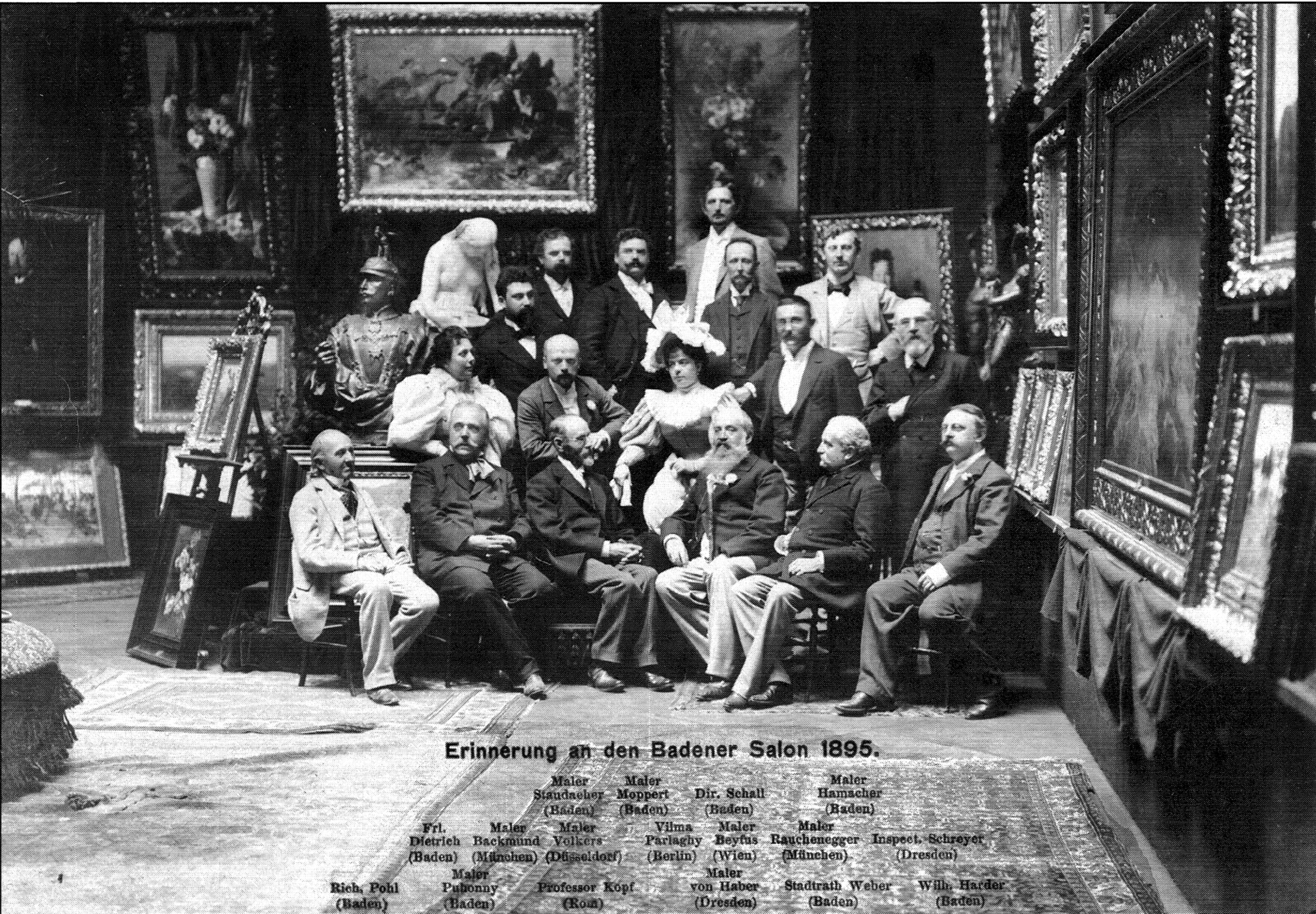
Joseph Kopf als dritter von links in der ersten Reihe. Teilnahme an der Kunstausstellung Badener Salon im Jahre 1895.

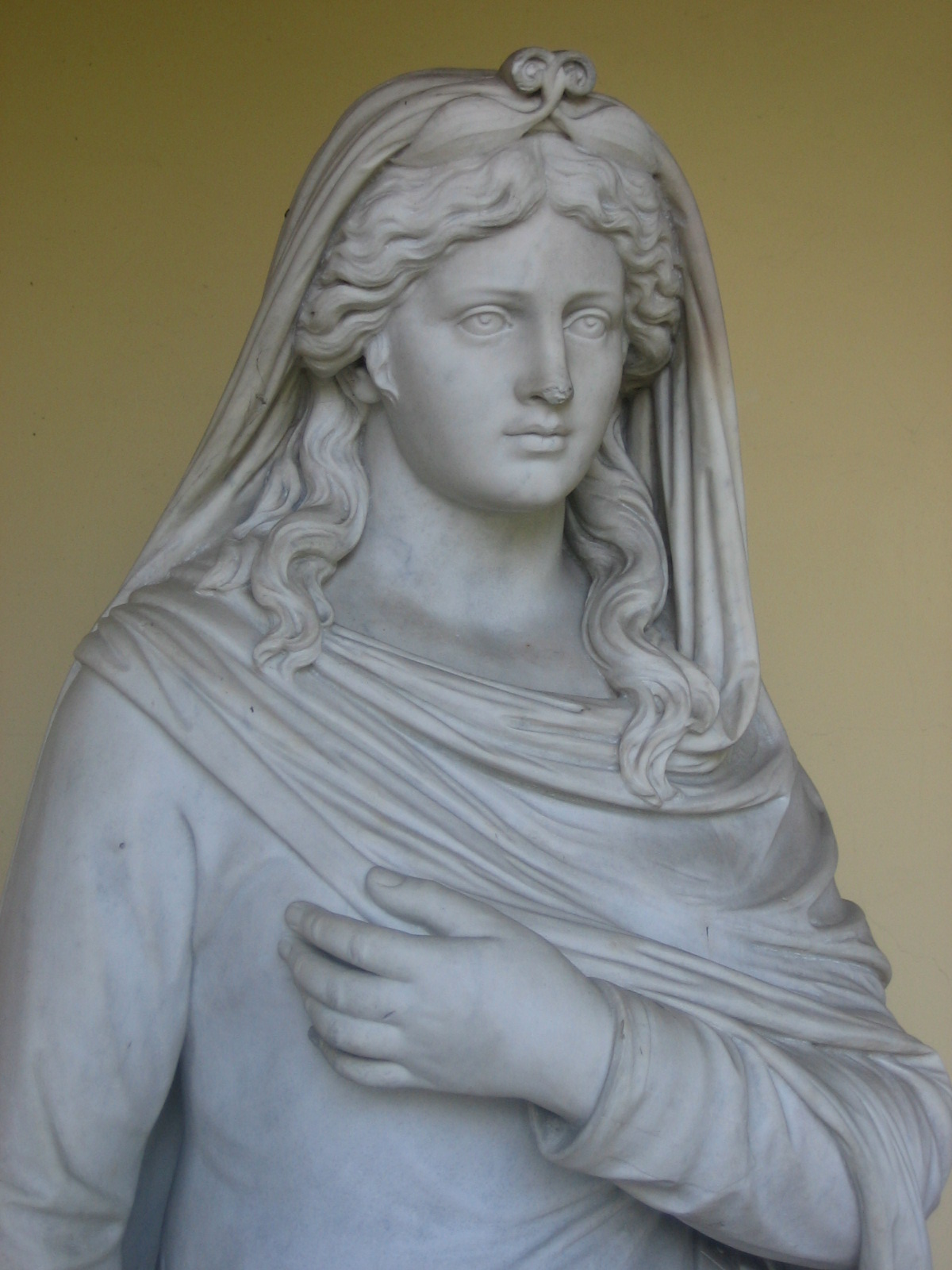
Ingeborg mit dem Falken, zwischen 1857 und 1873

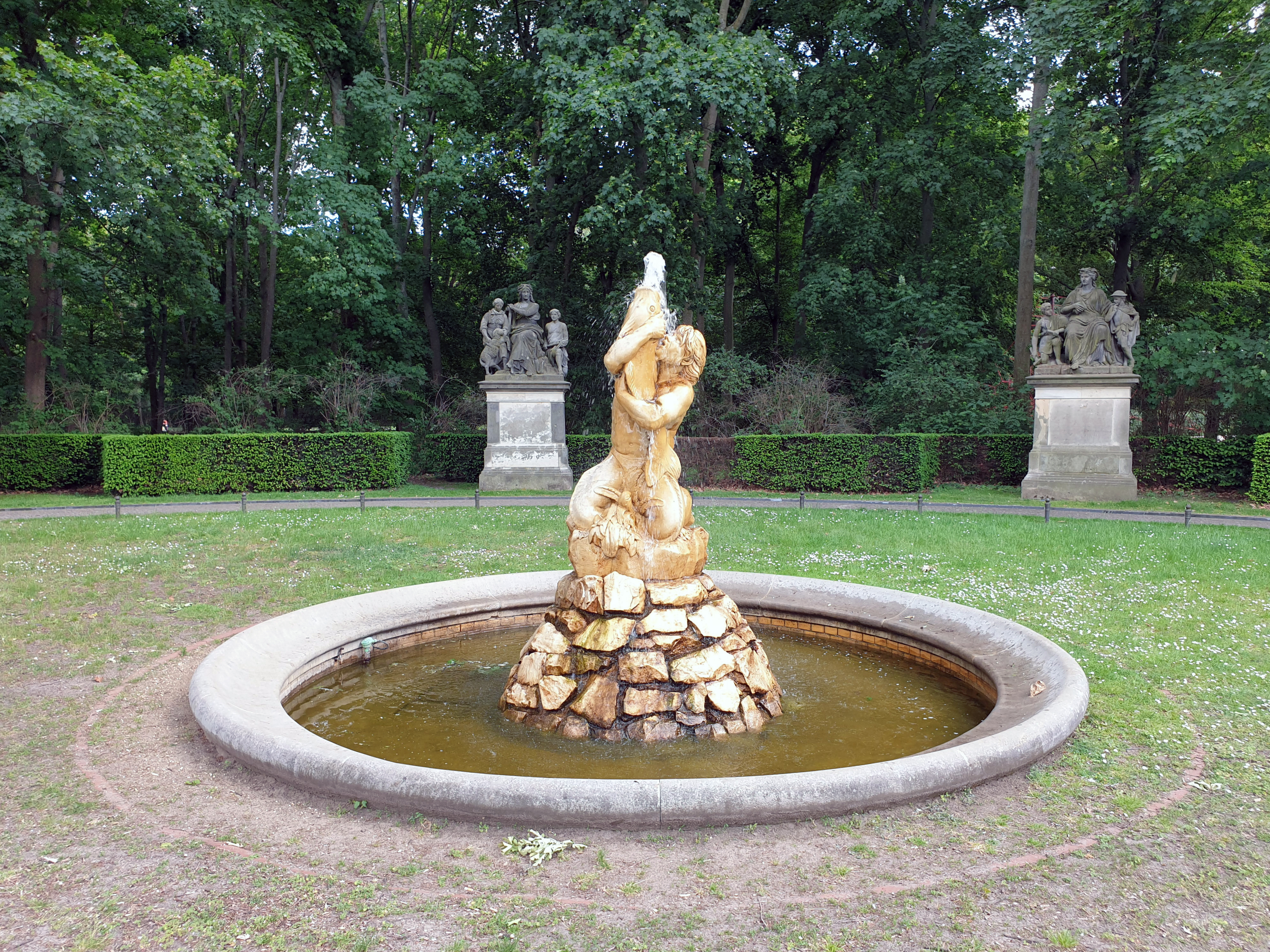
"Tritonbrunnen", Großfürstenplatz, in Berlin-Tiergarten

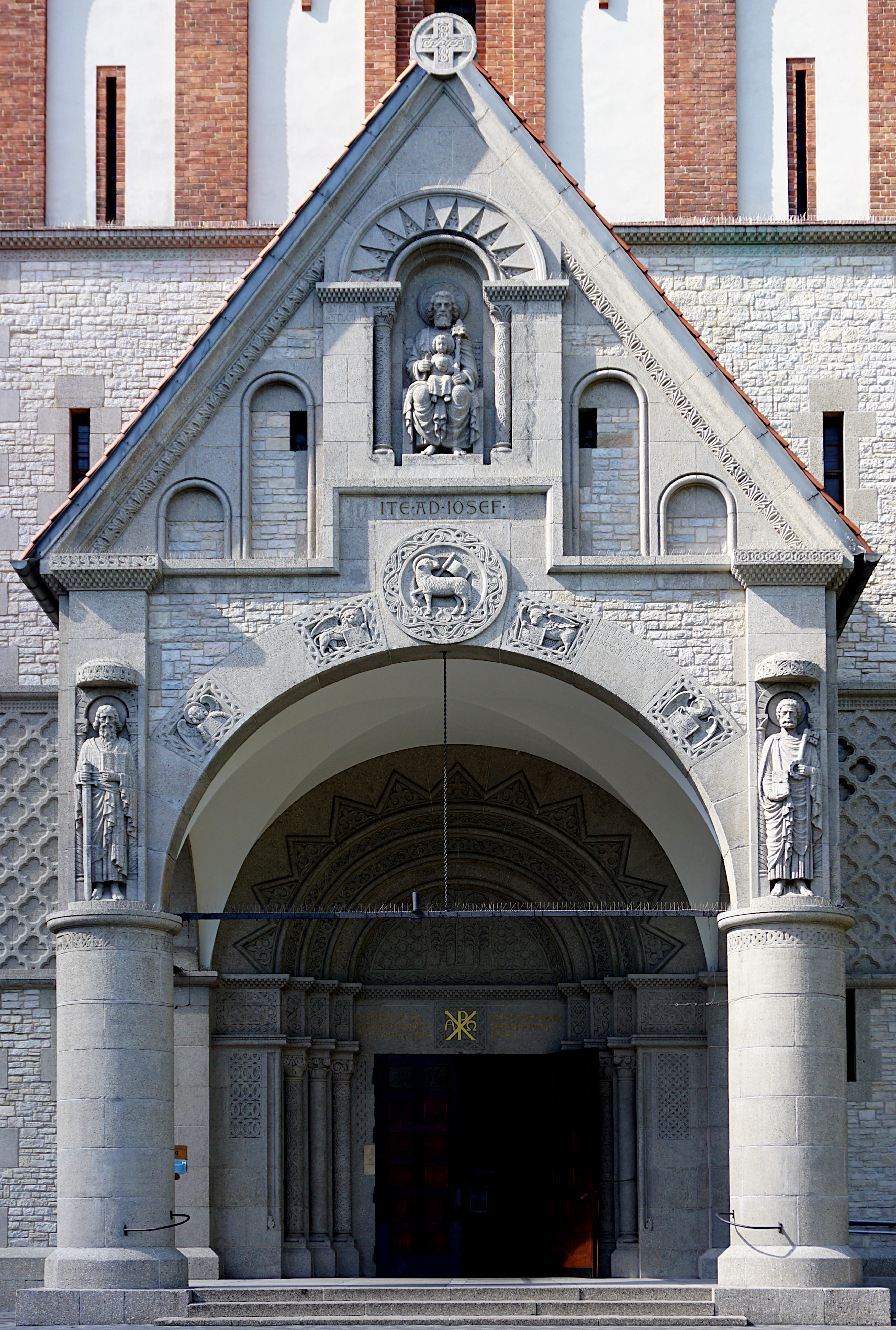
Das Hauptportal der St.-Josefs-Kirche in Königshütte / Oberschlesien. Die bildhauerischen Werke wurden von Josef von Kopf angefertigt

Joseph Kopf, ab 1897 von Kopf, (* 10. März 1827 in Unlingen; † 2. Februar 1903 in Rom) war ein deutscher Bildhauer. Kopf schuf vielbeachtete naturalistische Porträt-Büsten, die von Adeligen wie von Bürgern in Auftrag gegeben wurden.

## Leben
Der Sohn eines Bauern und Ziegeleibesitzers erhielt in der Volksschule den ersten Zeichenunterricht, bevor er 7 Jahre in der väterlichen Ziegelei arbeiten musste. Bereits während dieser Zeit versuchte er, durch einen Ausbruch eine Lehre als Steinhauer in Riedlingen und dem bayerischen Biberach zu beginnen. Im Alter von 21 Jahren gelang das Vorhaben, woraufhin er sich von Steinmetzen und Grabbildhauern in Ravensburg und Bad Waldsee ausbilden ließ. Ab 1851 gelangte er zu Anselm Sickinger nach München, zu Philipp Hoffmann nach Wiesbaden sowie zu Alois Knittel und Wilhelm Dürr nach Freiburg im Breisgau. Von dort ging er am 1. September 1852 zu Fuß in Richtung Rom, wo er am 13. Oktober 1852 ankam und dort zu wirken begann. Seine Werkstatt, so Max Jordan, sei diejenige gewesen, „welche durch ihre Vornehmheit Deutsche und Fremde am lebhaftesten anzog“.
Im Jahre 1874 baute Großherzog Friedrich I. dem Bildhauer in Baden-Baden ein Atelier, in dem dieser sich im Sommer aufhielt. Dort modellierte er berühmte und reiche Kurgäste. Zu dieser Zeit war er mit dem Hoffotografen Wilhelm Kuntzemüller befreundet, der dieselbe Klientel bediente. „Als Dank für dieses Mäzenatentum und von dem Wunsch beseelt, sein Werk der Nachwelt zu erhalten, schenkte Kopf 1892 das Atelier samt Inhalt dem Großherzog zurück, mit der Verpflichtung, es für immer in dem Zustand zu belassen, in dem es sich bei der Übergabe befand, und es dem Publikum im Sommer dreimal wöchentlich zu öffnen“.
Kopf trug auch eine erlesene private Kunstkollektion zusammen, deren Verzeichnis Ludwig Pollak 1905 unter dem Titel: Joseph von Kopf als Sammler in Rom herausgab. Kopf war jedoch bereits am 2. Februar 1903 in Rom verstorben.

## Werke

### Allgemein
Die Katalognummern beziehen sich auf den Katalogteil von Kratt 1998, Seite 141–205.
- Gänsemännle-Brunnen, um 1850, keine Katalognummer, Kopie: Freiburg im Breisgau, vor der Adelhauser Kirche.[6]
- Vier Jahreszeiten, ab 1857, Katalognummer 8a (Sommer), 9a (Frühling), 10a (Herbst), 11b (Winter), Stuttgart, ehemals Villa Berg, kriegszerstört.
- Ingeborg mit dem Falken, zwischen 1857 und 1873, keine Katalognummer, Stuttgart, ehemals Villa Berg, heute im Städtischen Lapidarium.
- Tritonenbrunnen, 1859, Katalognummer 12c, ursprünglich St. Petersburg, Schloss Oranienbaum, Verbleib unbekannt.[7]
- Reliefbild von Carl Schnaase, 1866, Katalognummer 31e, Frankfurt am Main, Städelsches Kunstinstitut.[8]
- Zwei Marmorkamine, 1867, Katalognummer 23 I und II, teilzerstört, ehemals: Stuttgart,  Neues Schloss, Liegefiguren (1998): Bad Wildbad, Reservierter Kurgarten.[9]
- Madonna mit dem Jesuskind, Hochrelief, 1872, keine Katalognummer, München, Alter südlicher Friedhof, Familiengrab der Familie Pfeffel.[10]
- Büste des Kaiser-Wilhelm-Denkmals, 1875, Katalognummer 54, Baden-Baden, Anlagen vor der Trinkhalle.[11]
- Kolossalbüste von Carl Schnaase, 1877, Katalognummer 70b, Berlin, Staatliche Museen zu Berlin – Preußischer Kulturbesitz, Nationalgalerie, Objekt 02520379.[12]
- Pietà, 1877, Katalognummer 37d, Stuttgart, Marienhospital, Alter Marienbau.[13]
- Pietà, nach 1877, Katalognummer 37, Karlsruhe, Badisches Landesmuseum.[14]
- Tritonbrunnen, 1888, Katalognummer 112a, Berlin, Großer Tiergarten,  Großfürstenplatz.[15]
- Kaiser Wilhelm I.-Denkmal, enthüllt am 12. Oktober 1890, Katalognummer 117, Ravensburg.[16]
- Büste des Kaiserin-Augusta-Denkmals, aufgestellt 1892, Katalognummer124b, Baden-Baden, Lichtentaler Allee.[17][18]
- Der künstlerische Nachlass Kopfs aus seinem Baden-Badener Atelier, rund 200 Bildnisreliefs und Büsten berühmter Zeitgenossen und historischer Persönlichkeiten, überwiegend aus Gips, teils aus Marmor, befindet sich im Badischen Landesmuseum Karlsruhe. Ein Teil davon ist in der Sammlungsausstellung "Baden" zu sehen.

### Porträtbüsten
- „mehr als 15 Büsten Kaiser Wilhelms I.“
  - in der Berliner National-Galerie, 1876
  - in der Berliner National-Galerie, 1886
  - „im Besitz des ehem. Kaisers Wilhelm II.“
  - als Denkmal in Baden-Baden (s. o.)
  - im Museum in Weimar
  - im Museum in Stuttgart
  - als Denkmal in Ravensburg (s. o.)
  - im Vortragszimmer im Berliner Stadtschloss
- Kaiserin Augusta-Büste, im Museum Stuttgart
- Büste von König Karl und Königin Olga, 1863, Privatbesitz
- Papst Leo XIII.-Büste - Rom, im Appartam. Borgia des Vatikans

Weitere Werke Kopfs befinden sich unter anderem in Berlin, Rom, Unlingen und auf dem Bussen.

## Ehrungen
1857 wurde Kopf württembergischer Hofbildhauer. In seiner Heimatgemeinde Unlingen erhielt er 1864 das Ehrenbürgerrecht; nach ihm ist dort auch die Kopfstraße benannt. Ihm wurde auch der Professorentitel und der Preußische Rote Adlerorden verliehen. 1897 erhielt er mit dem Ehrenkreuz des Ordens der Württembergischen Krone den Personaladel.

## Nachlass

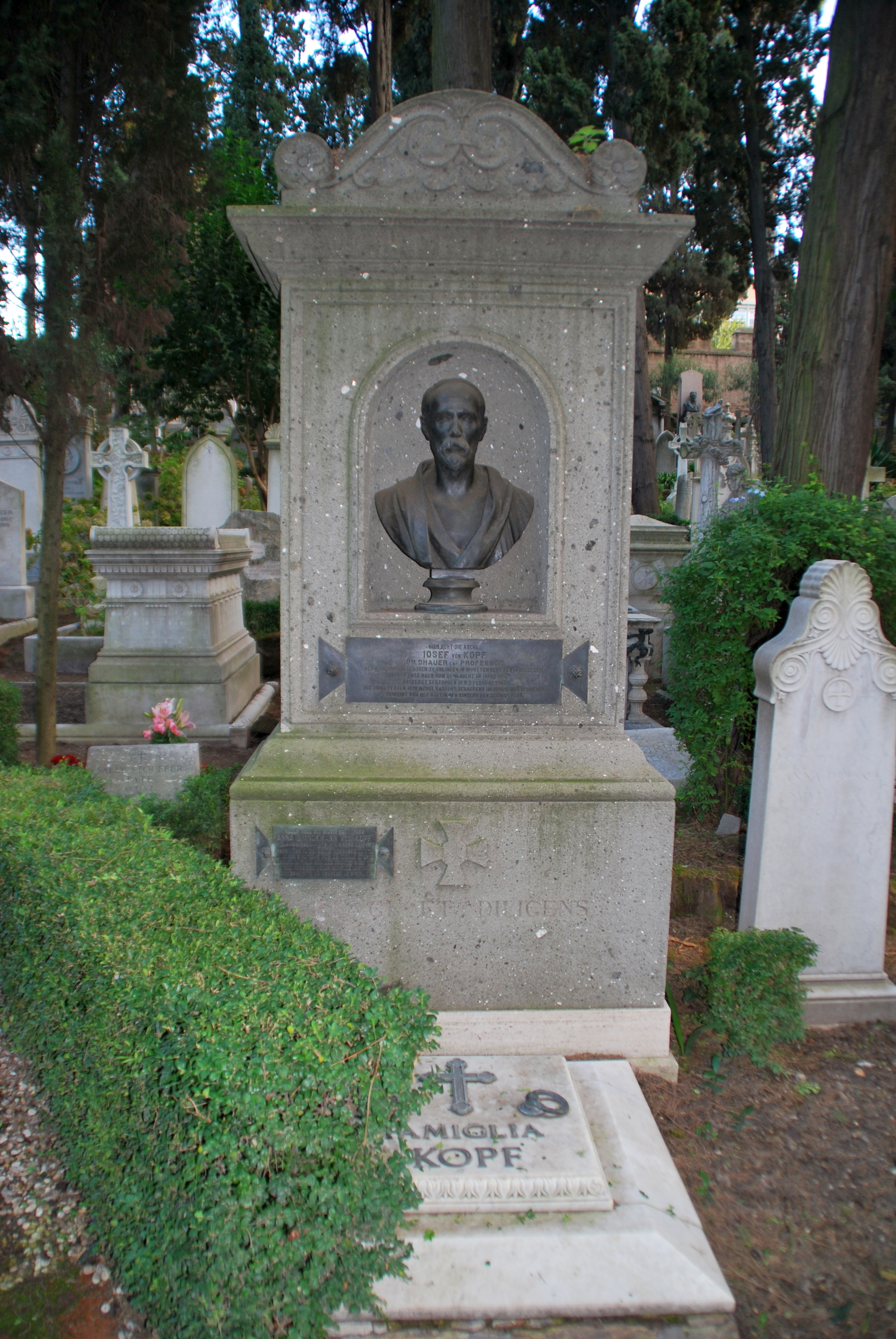
Grab von Kopfs auf dem Cimitero Acattolico in Rom.

Von Kopfs schriftlicher Nachlass wird vom Hauptstaatsarchiv Stuttgart als Bestand Q 2/14 verwahrt: „Persönliche Papiere, Tagebücher; Vorarbeiten zu den ‚Lebenserinnerungen eines Bildhauers‘; Korrespondenzen (v. a. mit Auftraggebern, Freunden und Bekannten); Fotos von Verwandten, Auftraggebern, Künstlern sowie von Bildhauerarbeiten Kopfs; angereichert durch persönliche Papiere der Schwester von Kopfs, Rosina Pütz geb. Kopf, und biographische Veröffentlichungen und Zeitungsausschnitte über Josef Kopf“.

### Atelier und Werk
Seit 1947 diente das Ateliergebäude (Werderstraße 2) der jüdischen Gemeinde von Baden-Baden als Betsaal. Als das Ateliergebäude einem anderen Zweck zugeführt werden sollte, wurde der künstlerische Nachlass von Joseph von Kopf, soweit er sich noch in dem Atelier befand, 1983 dem Badischen Landesmuseum überstellt. 1995 wurde im Zusammenhang mit der Sotheby's-Markgrafen-Auktion die in der Kapelle des Neuen Schlosses von Baden-Baden aufgestellte Pietà von Kopfs ebenfalls ans Landesmuseum überwiesen.

### Sammlung
Mit seinem Testament von 1927 hatte der ehemalige Großherzog Friedrich II. die Kopfsche Kunstsammlung in Baden-Baden mit anderen Sammlungen unter den vom Stifter Kopf gewünschten Auflagen zunächst seiner Ehefrau vermacht und danach in die Zähringer Stiftung eingebracht. In der Stiftungssatzung von 1954 wird die Kopfsche Kunstsammlung, also das Atelier, ebenfalls erwähnt. Wie anlässlich der Karlsruher Kulturgutaffäre 2006 bekannt wurde, bestritt das Haus Baden den wirksamen Vermögensübergang an die Zähringer Stiftung. Im Zuge einer umfassenden Regelung der Eigentumsfragen im Rahmen des Verkaufs von Schloss Salem an das Land Baden-Württemberg im Jahre 2009 verzichtete das Haus Baden auf Ansprüche auf die Objekte der Zähringer-Stiftung.

### Leben und Werk
- Max Jordan: Ludwig Pollak, Joseph von Kopf als Sammler [Rezension von Pollak 1905]. In: Monatshefte der kunstwissenschaftlichen Literatur 1.1905, Seite 164–165 .
- Joseph von Kopf: Lebenserinnerungen eines Bildhauers. Stuttgart und Leipzig 1899 (Digitalisat)
- Regina Kratt: Joseph von Kopf: 1827 - 1903; das Werk des Bildhauers mit typologischen Studien zur Büste und Gruppe, Aachen/Mainz 1998 (zugleich: Karlsruhe, Universität, Dissertation, 1995), ISBN 3-89653-248-0.
- Kopf, Joseph. In: Meyers Konversations-Lexikon. 4. Auflage. Band 10, Verlag des Bibliographischen Instituts, Leipzig/Wien 1885–1892,  S. 65.
- Friedrich Noack: Deutsches Leben in Rom 1700 bis 1900, Stuttgart 1907, Seite 442.
- Friedrich Noack: Das Deutschtum in Rom seit dem Ausgang des Mittelalters, Band 2, Stuttgart 1927, Nachdruck Aalen 1974, Seite 329–330.
- Friedrich Noack: Kopf. In: Schedarium der Künstler in Rom, in Kurzschrift, [Rom] ohne Jahr .
- Luise Pfeifle: Vorbemerkung [zum Bestand Q 2 / 14 des Hauptstaatsarchivs Stuttgart – Kurzbiographie], Stuttgart 1984
- Ludwig Pollak: Joseph v. Kopf als Sammler, Beschreibung der von ihm hinterlassenen Sammlung, Rom 1905.
- Hugo Schmerber: Kopf, Joseph von, in: Anton Bettelheim (Hrsg.): Biographisches Jahrbuch und Deutscher Nekrolog. 8. Band. Vom 1. Januar bis 31. December 1903 (1905). Reimer, Berlin 1905, S. 87–90 (Digitalisat)

### Einzelne Werke
- Margarita Beitl (Herausgeber); Eberhard Gönner: Marienhospital 1890 - 1990, Untermarchtal 1990, Seite 37–38 (Stuttgarter Pietà).
- Wilhelm Lübke: Joseph Kopf’s Marmorkamine im königlichen Schlosse zu Stuttgart. Mit Abbildung [Holzschnitt]. In: Zeitschrift für bildende Kunst 3.1868, Seite 71–74 .
- Harald Siebenmorgen (Herausgeber): „Für Baden gerettet“ : Erwerbungen des Badischen Landesmuseums 1995 aus den Sammlungen der Markgrafen und Grossherzöge von Baden, Karlsruhe 1996, Seite 322–323, Nr. 257 (Karlsruher Pietà).
- Christine Unrath: Die Pieta – Sinnbild der Barmherzigkeit. Im alten Marienbau steht das bekannte Kunstwerk des Bildhauers Josef Kopf (1827–1903). In: marien hospital-zeitschrift Heft 11, 2004, Seite 12–13 (Stuttgarter Pietà), PDF (Memento vom 28. September 2007 im Internet Archive).

### Archivalien
- Hauptstaatsarchiv Stuttgart, Q 2/14 (Nachlass Josef Kopf (1827–1903)).